# 伊勢原市立成瀬小学校
伊勢原市立成瀬小学校（いせはらしりつなるせしょうがっこう）は、神奈川県伊勢原市高森にある公立小学校。

## 学校教育目標
出典
「生きる力の育成」
- （知）よく考える子
- （徳）思いやりのある子
- （体）たくましい子

## 沿革
出典
- 明治12年5月20日-下糟屋学校、高森学校と合併して鳳鳴学校として開校
- 昭和29年町村合併により伊勢原町立成瀬小学校
- 昭和46年3月1日-市制執行により「伊勢原市立成瀬小学校」と改称

## 通学地域
出典
- 下糟屋の一部
- 東富岡の一部
- 粟窪の一部
- 高森の一部
- 高森1丁目 - 高森6丁目

## 主な進学先
出典
- 伊勢原市立成瀬中学校 - 下糟屋の一部（歌川以内）以外の地区から通う児童の進学先
- 伊勢原市立中沢中学校 - 下糟屋の一部（歌川以内）地区から通う児童の進学先